# 滨海广场 (巴勒莫)
滨海广场（Piazza Marina）是意大利西西里大区巴勒莫的一个广场。它位于巴勒莫的历史中心卡尔萨区（Kalsa）卡萨罗街（Cassaro）旁。广场由巨大的加里波第花园（Giardino Garibaldi）主宰。 

## 历史

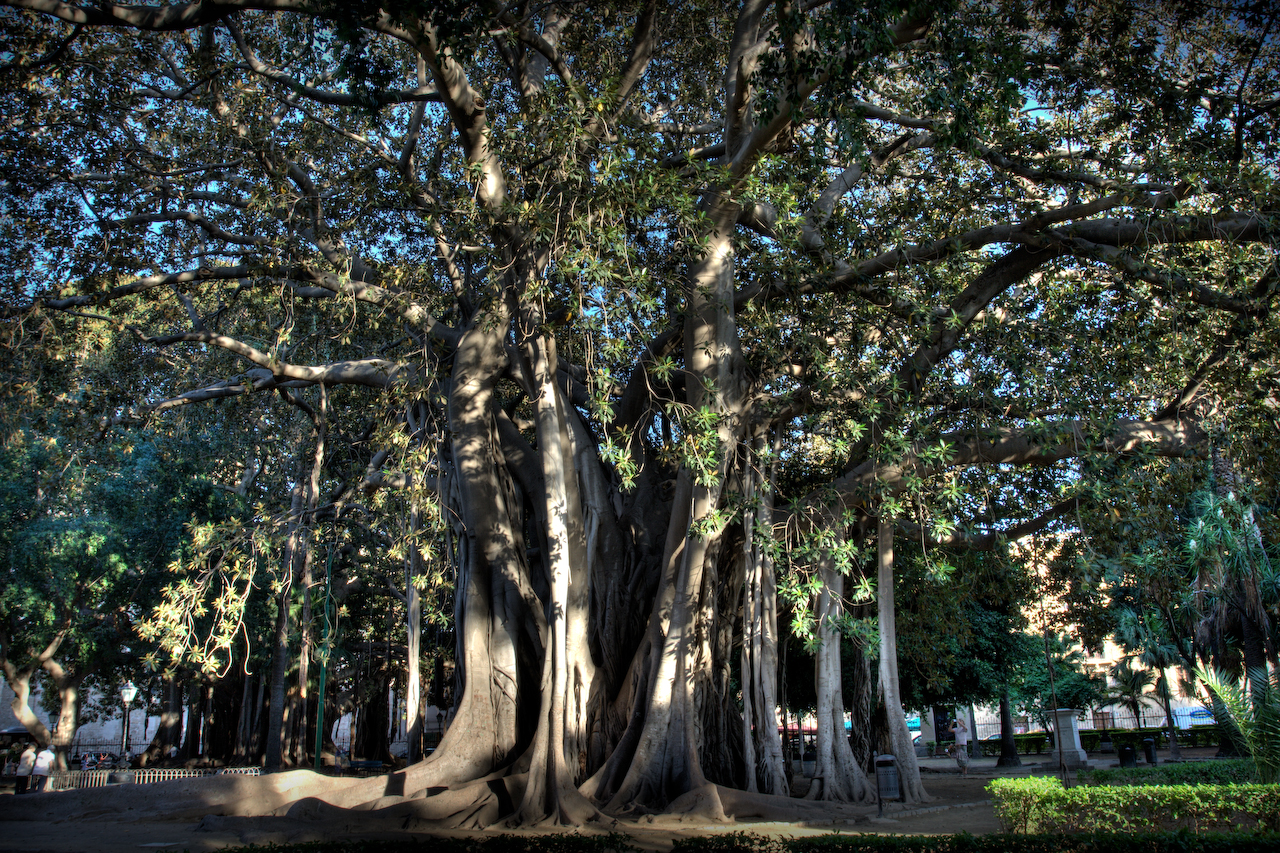
大叶榕

在中世纪，滨海广场地区曾是一片沼泽，与巴勒莫的古老港口卡拉（Cala）相连。在14世纪，该地区被清理出来。在西班牙人时期，广场上的基亚拉蒙特－斯泰里宫（Palazzo Chiaramonte）是宗教裁判所的审判地点。
1863年，乔万·巴蒂斯塔·菲利波·巴西莱（Giovan Battista Filippo Basile）在滨海广场中心设计了加里波第花园，以民族英雄朱塞佩·加里波第命名。. 这个花园之所以出名，是因为这里有欧洲最大的大叶榕花园。 位于滨海广场区的建筑包括基亚拉蒙特宫（Palazzo Chiaramonte）、圣卡塔多宫（Palazzo Galletti di San Cataldo）、法塔宫（Palazzo Fatta）、诺塔尔巴托洛·迪维拉罗萨·达尼诺宫（Palazzo Notarbartolo di Villarosa Dagnino）、菲南泽宫（Palazzo delle Finanze）、法国酒店（Hotel de France）、利贝罗剧院（Teatro Libero）、奇迹圣母堂（Santa Maria dei Miracoli）、那不勒斯的圣若望堂（San Giovanni dei Napoletani）、锁链圣母堂（Santa Maria della Catena）和加拉福喷泉（Fontana del Garraffo）。
1909年3月12日，纽约市警官约瑟夫·彼得罗西诺（Joseph Petrosino）在执行打击黑手党的绝密任务时，在滨海广场被杀 后来，广场上竖立了一个纪念他的小纪念碑（杆子上的黄铜牌）。